# Waubgeshig Rice

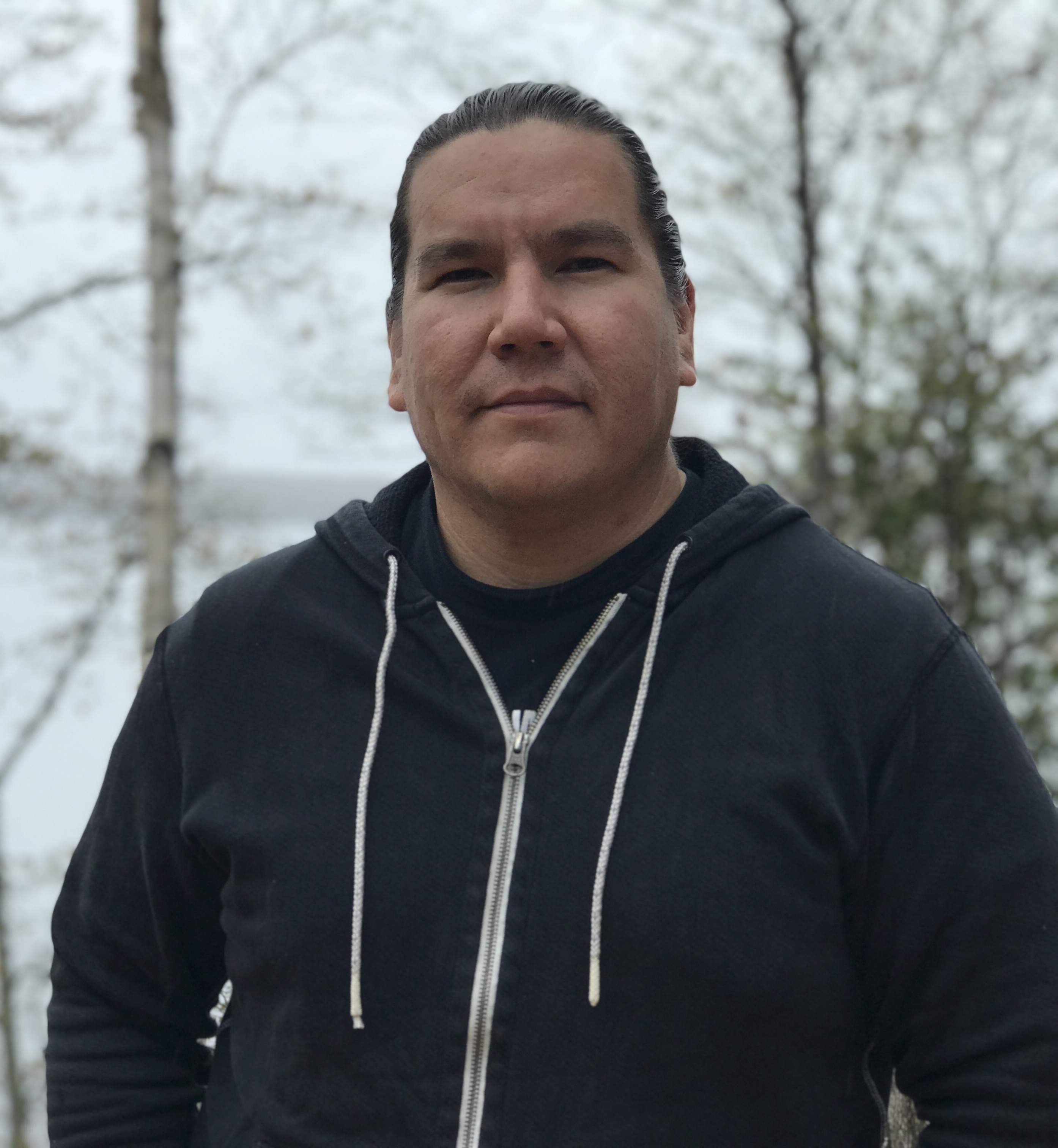
Waubgeshig Rice, vor 2019

Waubgeshig Isaac Rice (* 22. April 1979 in Toronto, Kanada) ist ein kanadischer Journalist und Schriftsteller. Er gehört zum indigenen Volk der Anishinabe, das in der Subarktis ansässig ist.

## Leben und Ausbildung
Rice wuchs in der kanadischen Provinz Ontario im Reservat der Wasauksing First Nation im Parry Sound District als Sohn eines Anishinabe-Vaters und einer kanadischen Mutter ohne indigene Wurzeln auf. Als Schüler der Parry Sound High School verbrachte er 1996/97 im Rahmen des internationalen Austauschprogramms von Rotary International ein Schuljahr im niedersächsischen Landkreis Wesermarsch, wo er das Gymnasium Brake besuchte. 2002 schloss er ein Bachelor-Studium des Journalismus an der Ryerson University in Toronto ab.
Mit seiner Frau Sarah Rice und seinen Söhnen Jiikwis Dean Manoominii (* 2016) und Ayaabehns Isaac Manoominii (* 2020) lebt er abwechselnd in Greater Sudbury und im Wasauksing-Reservat.

## Journalist/Moderator
Während seiner Zeit in Deutschland schrieb Rice eine Kolumne für die kanadische Zeitung Anishinabek News, in der er regelmäßig über seine Erlebnisse in Deutschland berichtete. Das inspirierte ihn dazu, eine journalistische Karriere einzuschlagen. Er arbeitete unter anderem für CHRZ-FM, den Lokalradio-Sender des Wasauksing-Reservats, sowie den kommerziellen kanadischen Fernsehsender The Weather Network. 2006 ging er zur öffentlich-rechtlichen Rundfunkgesellschaft CBC, für deren TV- und Radioformate er in verschiedenen Regionalstudios und von 2010 an auch am Hauptsitz in der Bundeshauptstadt Ottawa arbeitete. Für CBC produzierte er neben kurzen aktuellen Nachrichtenbeiträgen auch längere Dokumentationen. 2018 übernahm er für die CBC-Radio-One-Lokalsender in Greater Sudbury und Thunder Bay die Moderation der gemeinsamen nachmittäglichen Radiosendung Up North. Im Mai 2020 verließ er die CBC, um sich auf seine Arbeit als Schriftsteller zu konzentrieren.

## Schriftsteller
2011 veröffentlichte Rice bei dem in Penticton, British Columbia ansässigen Verlag Theytus Books, der sich auf Werke indigener Autoren spezialisiert hat, die Kurzgeschichten-Sammlung Midnight Sweatlodge. 2014 folgte, ebenfalls bei Theytus, mit Legacy sein erster Roman.
Der 2018 bei ECW Press in Toronto veröffentlichte dystopische Roman Moon of the Crusted Snow wurde zum Bestseller. Im April 2020 wurde bekanntgegeben, dass Random House Canada eine Fortsetzung des Romans bei Rice in Auftrag gegeben hat, die voraussichtlich im Herbst 2022 erscheinen und den Titel Moon of the Turning Leaves haben soll. Außerdem kündigte der TV-Produzent Robin Cass eine Verfilmung an. Im November 2020 berichtete der Autor auf Twitter, dass das Buch im Verlag Klaus Wagenbach auf Deutsch erscheinen wird.

## Veröffentlichungen (Auswahl)

### Monografien
- Waubgeshig Rice, Suzanne Methot: Drum making. A guide for the Anishinaabe hand drum. Ningwakwe Learning Press, Owen Sound 2005, ISBN 978-1-896832-54-8.
- Laughter is good medicine. Don Burnstick. Ningwakwe Learning Press, Owen Sound 2009, ISBN 978-1-897541-07-4.
- Midnight Sweatlodge. Theytus Books, Penticton 2011, ISBN 978-1-926886-14-5.
- Legacy. Theytus Books, Penticton 2014, ISBN 978-1-926886-34-3.
- Moon of the Crusted Snow. A Novel. ECW Press, Toronto 2018, ISBN 978-1-77041-400-6. Deutsche Fassung: Mond des verharschten Schnees. Verlag Klaus Wagenbach, Berlin 2021, ISBN 978-3-8031-2842-3.
- Moon of the Turning Leaves. A Novel. Random House 2023, ISBN 978-0-7352-8158-5. Deutsche Fassung: Mond des gefärbten Laubs. Verlag Klaus Wagenbach, Berlin 2024, ISBN 978-3-8031-2868-3.

### Schriften
- Dust. In: Kiera L. Ladner, Leanne Betasamosake Simpson: This is an Honour Song. Twenty Years Since the Blockades. ARP Books, Winnipeg 2010, ISBN 978-1-894037-41-9.
- Indigenous Journalists Need Apply. In: Kino-nda-niimi Collective: The Winter We Danced. Voices from the Past, the Future, and the Idle No More Movement. ARP Books, Winnipeg 2014, ISBN 978-1-894037-51-8.

## Auszeichnungen (Auswahl)
- 2012: Goldmedaille der Independent Publishers Book Awards für Midnight Sweatlodge (Kategorie Multicultural Fiction Adult).
- 2014: Anishinabek Nation’s Debwewin Citation for excellence in First Nation Storytelling.
- 2019: Evergreen Award im Rahmen des Programms Forest of Reading der Ontario Library Association für Moon of the Crusted Snow.[7]